# Coprosma pyrifolia
Coprosma pyrifolia är en måreväxtart som först beskrevs av William Jackson Hooker och George Arnott Walker Arnott, och fick sitt nu gällande namn av Carl Skottsberg. Coprosma pyrifolia ingår i släktet Coprosma och familjen måreväxter. IUCN kategoriserar arten globalt som sårbar.
Artens utbredningsområde är Juan Fernández-öarna. Inga underarter finns listade i Catalogue of Life.